# Euphaedra rotundata
Euphaedra rotundata är en fjärilsart som beskrevs av Talbot 1932. Euphaedra rotundata ingår i släktet Euphaedra och familjen praktfjärilar. Inga underarter finns listade i Catalogue of Life.